# Boarmia ichnochroma
Boarmia ichnochroma là một loài bướm đêm trong họ Geometridae.